# San Daniele del Friuli
San Daniele del Friuli (Sveti Danijel Furlanije, furlansko San Denêl) je naselje in istoimenska občina z okoli 8.000 prebivalci (2021), ki leži na severovzhodu Italije, v deželi Furlaniji - Julijski krajini okrog 20 km severozahodno od Vidma. Sam center naselja leži na rahli vzpetini sredi ravnine. 
Lokalni vetrovi dajejo svetovno znanim proizvedenim pršutom edinstven in nepogrešljiv okus. Nedaleč od naselja so čiste vode reke Tilment naravni habitat postrvi (tukaj imenovane »kraljica San Daniele«), ki jih tudi gojijo ter pripravljajo na obrtniški način. Prijetno mesto z različnimi umetniškimi zakladi je vključeno  med »Slow Food« naselja Italije.

## Geografija
Mesto San Daniele del Friuli s svojo lokacijo na vrhu hriba (252 mnv) v središču Furlanske nižine dominira nad okolico. 

## Zgodovina
San Daniele je bil v obdobju Oglejskega patriarhata povezan tako s Sv. Danielom na Koroškem (Sankt Daniel im Gailtal) kot s sv. Danielom na Krasu (Štanjel), zaradi skupne zgodovine in istega zavetnika.
Kot eden od središč protestantizma v Furlaniji v 17. stoletju je bil San Daniele del Friuli dom učenjaka in pisatelja Giusta Fontaninija (1666–1736).
Potres v Furlaniji 1976 je mestu povzročil manjšo škodo kot drugim vpletenim občinam, vendar je prišlo do delnega ali popolnega uničenja zgradb v zgodovinskem središču, manj prizadetih zaradi drobcev in poškodb umetniških del, s poškodbami in žrtvami, ki je nastala zaradi propada stavbe nekaj korakov od mestne hiše.

## Glavne znamenitosti
- nadžupnijska cerkev Sv. Mihaela
- cerkev Sant'Antonio Abate z dragoceno freskirano kapelo, znano kot »Sikstinska kapela Furlanije«.
- Biblioteca Guarneriana, stara javna knjižnica, ki jo je leta 1466 ustanovil Guarnerio d'Artegna in vključuje redko izdajo Dantejevega Pekla iz 14. stoletja.
- Porta Gemona, ki jih je leta 1579 zasnoval Andrea Palladio v stolpu, ki je relikt starega srednjeveškega gradu.
- Festival pršuta

- Cerkev sv. Mihaela
- Glavni trg pred cerkvijo
- Palazzo Comunale (mestna hiša)
- Freske v  cerkvi Sant’Antonio Abate
- Pršuti San Daniele

## Jeziki in narečja
V San Daniele del Friuli prebivalstvo poleg italijanskega jezika uporablja furlanski jezik. Na podlagi Resolucije št. 2680 z dne 3. avgusta 2001 odbora avtonomne dežele Furlanije-Julijske krajine, je občina vključena v ozemeljsko področje varstva furlanskega jezika za namene uporabe zakona 482/99, deželnega zakona 15/96 in regionalno pravo 29/2007. Furlanski jezik, ki se govori v San Daniele del Friuli, je ena od različic, ki pripadajo srednje-vzhodni Furlaniji.

## Pobratena mesta
- Altkirch, Francija (1985)
- Millstatt, Avstrija (1994)
- Hersbruck, Nemčija (2008)